# Jorge Tupou II
Jorge Tupou II (Nascido Siaosi, Neiafu, Tonga, 18 de junho de 1874 – Nucualofa, Tonga, 5 de abril de 1918) foi o rei de Tonga entre 1893 até sua morte em 1918. Seu reinado é marcado pela corrupção, ineficácia e por tentativas frustradas de modernização do país, que teve que se submeter a um protetorado britânico em 1900. Entretanto o rei é lembrado por ser um grande poeta e músico, além de um bom pai para Salote Tupou III. 

## Primeiros Anos
Nascido em 18 de junho de 1874, era filho da princesa ‘Elisiva Fusipala Tauki’onetuku e de Siosateki Veikune. Seu avô era o príncipe Tēvita'Unga, herdeiro do trono tonganês, que por sua vez era filho de Jorge Tupou I, o primeiro rei de Tonga e responsável pela unificação em 1845. Em 1879 seu avô faleceu, deixando o cargo de herdeiro para seu tio ʻUelingatoni Ngū, que por sua vez faleceu em 1885 sem deixar herdeiros e assim o cargo passou para Siaosi (Versão tonganesa de Jorge) e que assumiu em 1893 com 18 anos após seu bisavô falecer. 

## Reinado

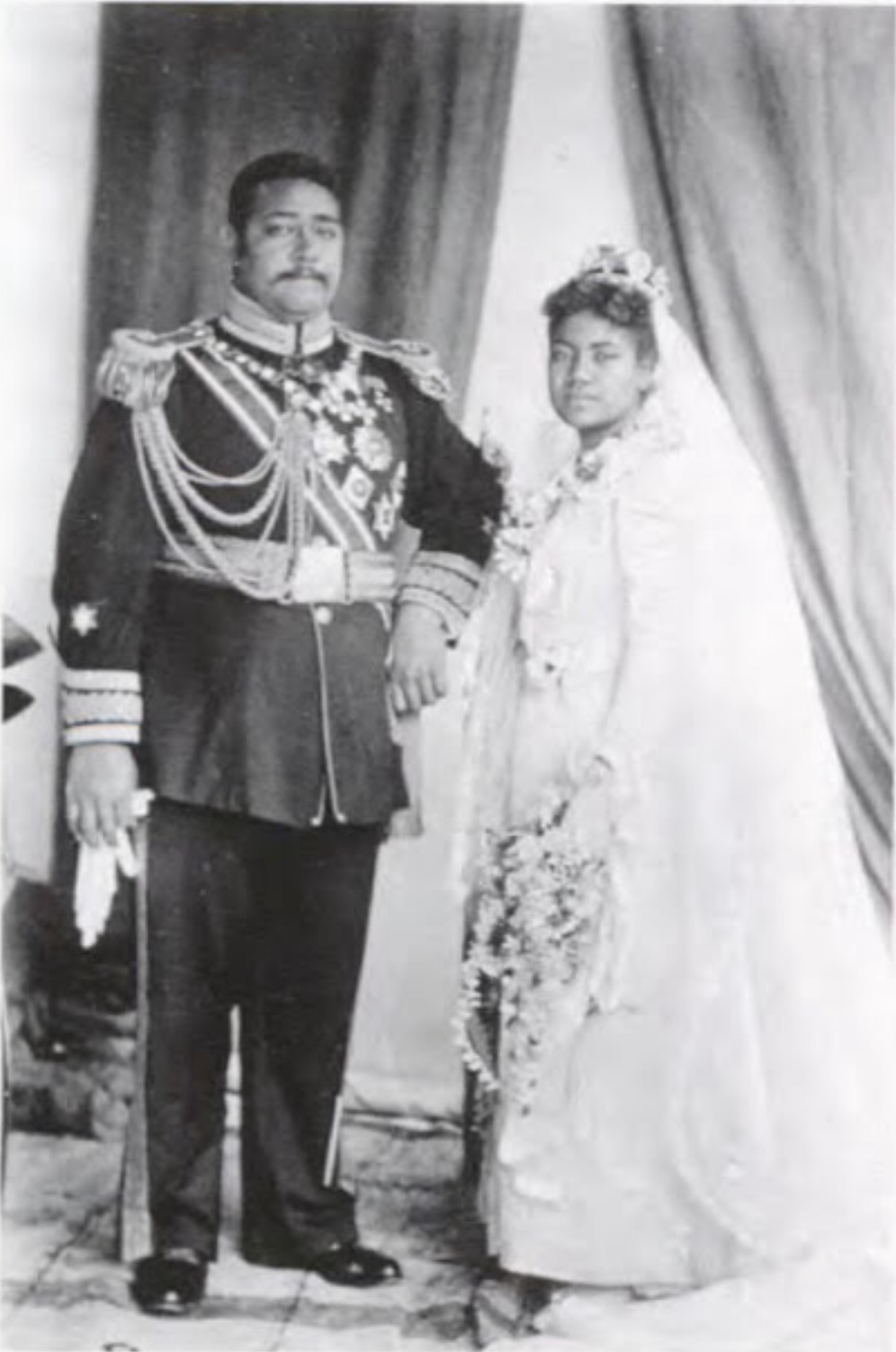
O rei em seu casamento com Lavinia Veiongo.

Foi corado em 17 de julho de 1893 e pouco depois de assumir o trono foi pressionado pelos chefes das ilhas á se casar e gerar um herdeiro. Na época os mesmos sugeriram a princesa ʻOfa-ki-Vavaʻu, a filha de Māʻatu de Niuatoputapu, que era sua parente pela linha Tuʻi Haʻatakalaua. Porém o mesmo recusou. Em 1898 ele tentou se casar com a alemã Eugenie Von Treskow, filha do vice-consûl alemão Waldemar Von Treskow. Entretanto o parlamento tonganês recusou-se a reconhecer-la como rainha e ainda haviam outras propostas para o rei. O mesmo também teve uma relação com uma britânica residente em Tonga, Margareth Cocker, com quem teve dois filhos Uaia e Ana Fakalelu kihe fana. Em 1 de junho de 1899 ele desposou a princesa Lavinia Veiongo, que era bisneta do último Tui’Tonga Laufilitonga, morto em 1865. Entretanto este casamento foi muito mal visto pelo parlamento e pelos nobres de Tonga, causando uma quase guerra civil e mantendo uma relação tensa com várias famílias aristocratas. A guerra apenas não aconteceu pelo fato de Tonga ter se tornado um protetorado britânico em 1900. No mesmo ano o parlamento suspeitava que o rei tinha contas auditadas várias vezes, encontrando discrepância no valor de milhares de libras. A comunidade de expatriados pediu á anexação de Tonga á Nova Zelândia. 
A rainha Lavinia veio a falecer em 25 de abril de 1902 de tuberculose, deixando apenas um filho com Jorge, a princesa Salote. A jovem filha do rei era impopular entre os chefes, já que era vista como “nascida da mãe errada” e por isso permaneceu em isolamento por muitos anos para evitar um atentado contra sua vida. O rei ainda viria a se casar com a princesa ʻAnaseini Takipō em 11 de novembro de 1909, que apesar de ser muito mais nova que o rei, foi muito popular por ser de uma família de grande poder. filha da Honorável Siosi'ana Tongovua Tae Manusa, uma grande chefe de Tonga e Tevita Ula Afuha'amango. Na época a princesa Salote foi enviada á Nova Zelândia para estudar, que na verdade foi um exílio já que o rei temia por sua integridade.
A nova esposa do rei também vinha de uma família descendente das dinastias Tu'iHa'atakalaua e Tu'iKanokupolu, que reinaram em Tonga nos tempos antigos. Por este motivo a jovem Takipo seria a esposa ideal para o rei. O casamento com ela no entanto deu a luz á duas meninas apenas, as princesas Onelua (Morta ainda na infância) e ‘Elisiva Fusipala (Que chegou á idade adulta mas morreu jovem em 1933). Por isso a princesa Salote teve de voltar a residir em Tonga a partir de 1914.
Em 1916 o rei arranjou um casamento político para sua filha, com o príncipe Viliami Tungī Mailefihi, descendente da antiga dinastia de Tu’iHa’atakalua, coisa que daria legitimidade e mesclaria o sangue das três grandes dinastias tonganesas para seus netos.
O governo de Tupou II é até hoje lembrado por sua ineficácia e corrupção, fazendo com que alguns chefes pedissem ao governo britânico que anexassem Tonga como uma colônia. Este último não aconteceu devido á uma doença ter atingido o rei, feito o mesmo ficar bastante debilitado e acabar falecendo em 5 de abril de 1918, com apenas 43 anos. O rei chegou a ter outros casos amorosos com várias mulheres, estes ás quais resultaram em muitos filhos, muitos destes que hoje são políticos influentes em Tonga e no país vizinho do Fiji. Após morrer o rei foi sucedido por Salote Tupou III, que tiraria o país da instabilidade e desordem deixada pelo rei. 